# Hanbury (Staffordshire)
Hanbury – wieś w Anglii, w hrabstwie Staffordshire. Leży 26 km na wschód od miasta Stafford i 186 km na północny zachód od Londynu.